# Стадион Алехандро Серано Агилар
Стадион Алехандро Серано Агилар (шп. Estadio Alejandro Serrano Aguilar је фудбалски стадион у Куенки, Еквадор. Углавном користи за фудбалске утакмице и домаћи је стадион за фудбалске клубове Клуб Депортиво Куенка и Лига Депортива Университариа де Кенка. Стадион прима 16.540 гледалаца (16.500, У складу са стандардима Светских стадиона), а отворен је 1945. године.

## Историја стадиона
Стадион је свечано отворен 3. новембра 1945. (на месту стадиона раније познатог као општински стадион „Ел Ехидо”). Двадесет пет година касније општински стадион „Ел Ехидо” променио је име у садашњи стадион "Алехандро Серано Агилар". Име стадиона је дато у част градоначелника Куенке и тадашњег председника Спортског клуба Куенке Алехандра Серана Агилара. Стадион је тада преправљен, обновљен и поново отворен 23. маја 1971. За Боливарске игре у Амбату, Куенки и Портовјеху 1985. године, електронска табла резултата је мађарске производње  Електроимпек, а 1980. године постављена су четири расветна торња. Стадион имао инвестицију од 26.094.363 долара. 

## Важнија такмичења
Копа Америка 1993.
Светско првенство у фудбалу до 17 година 1995.
Јужноамеричко првенство у фудбалу до 20 година 2001.
Јужноамеричко првенство у фудбалу до 20 година 2017.
Јужноамеричко првенство у фудбалу до 17 година 2007.
Јужноамеричко првенство у фудбалу за жене 2010.
Јужноамеричко првенство у фудбалу за жене 2014.
V Спортске игре младих Куенка 1979.
Игре младих Боливарианос 1985.
Јужноамеричке игре малих 1998.